# Monika Eder
Monika Eder (1956) è un'ex sciatrice alpina tedesca che gareggiò per la nazionale tedesca occidentale.

## Biografia
Specialista delle prove tecniche attiva negli anni 1970, agli Europei juniores di Jasná 1974 Monika Eder vinse la medaglia di bronzo nello slalom gigante; non prese parte a rassegne olimpiche e non ottenne piazzamenti di rilievo in Coppa del Mondo o ai Campionati mondiali.

## Palmarès

### Europei juniores
- 1 medaglia[1]:
  - 1 bronzo (slalom gigante a Jasná 1974)